# 乔正孝
乔正孝（1953年—），青海民和人，土族，中华人民共和国政治人物、第十一届全国人民代表大会青海地区代表。
毕业于中央党校研究生院在职研究生班马克思主义哲学专业，是中共党员。担任青海大学党委书记。2008年起担任全国人大代表。